# Bitburg
Bitburg är en stad i Rheinland-Pfalz, Tyskland, känd framför allt för bryggeriet Bitburger. Staden har cirka 17 000 invånare och ligger 30 km norr om Trier, nära gränsen till Luxemburg.